# Vittofsad elenia
Vittofsad elenia (Elaenia albiceps) är en fågel i familjen tyranner inom ordningen tättingar.

## Utbredning och systematik
Vittofsad elenia delas in i sex underarter:
- albiceps-gruppen
  - Elaenia albiceps griseigularis – förekommer i Anderna från sydvästra Colombia (Nariño) till Ecuador och nordvästra Peru
  - Elaenia albiceps diversa – förekommer i centrala Anderna i Peru (Cajamarca till Huánuco)
  - Elaenia albiceps urubambae – förekommer i subtropiska sydöstra Peru (Cusco)
  - Elaenia albiceps albiceps – förekommer i sydostligaste Peru (Puno) och nordvästra Bolivia
- Elaenia albiceps chilensis – förekommer i Anderna i Bolivia Tierra del Fuego, övervintrar i norra Brasilien
- Elaenia albiceps modesta – förekommer i torra tropiska västra Peru (La Libertad) till nordvästra Chile

## Status och hot
Arten har ett stort utbredningsområde, men tros minska i antal, dock inte tillräckligt kraftigt för att den ska betraktas som hotad. Internationella naturvårdsunionen IUCN listar arten som livskraftig (LC).

## Namn
Elenia är en försvenskning av det vetenskapliga släktesnamnet Elaenia, som i sin tur kommer från grekiskans elaineos, "från olivolja", det vill säga olivfärgad.